# Pettineo
Pettineo település Olaszországban, Szicília régióban, Messina megyében. Lakosainak száma 1236 fő (2023. január 1.). Pettineo Motta d’Affermo, San Mauro Castelverde, Castel di Lucio, Mistretta és Tusa községekkel határos.

## Népesség
A település lakossága az elmúlt években az alábbi módon változott:
| Lakosok száma | 1334 | 1312 | 1236 |
|               | 2017 | 2018 | 2023 |